# Johnny Burke
John Francis Burke, detto Johnny (Antioch, 3 ottobre 1908 – New York, 25 febbraio 1964), è stato un paroliere statunitense.

## Biografia
Nato in California, si è trasferito con la famiglia da giovane a Chicago. Si è formato all'Università del Wisconsin-Madison e poi ha lavorato come pianista per la compagnia di Irving Berlin negli anni '20.
Verso l'inizio degli anni '30 si è trasferito a New York, dove ha iniziato a scrivere canzoni insieme a Harold Spina. I brani dei due artisti sono stati interpretati da Ben Pollack, Paul Whiteman e Ozzie Nelson.
A Hollywood ha lavorato con Arthur Johnston, James V. Monaco e soprattutto con Jimmy Van Heusen. 
Nel 1939 ha firmato un contratto con la Paramount Pictures e ha iniziato a scrivere e lavorare per i film di Bing Crosby.
Ha anche scritto i testi dei celebri brani What's New? (1939), composto da Bob Haggart, e Misty (1954).
Grazie al brano Swinging on a Star (presente nel film La mia via) ha vinto l'Oscar alla migliore canzone nell'ambito dei Premi Oscar 1945.
È morto a 55 anni in seguito a un infarto.
Nel 1970 è stato inserito nella Songwriters Hall of Fame.

## Lista parziale testi
- Pennies from Heaven (1936), canzone interpretata da Bing Crosby, Billie Holiday, Louis Armstrong, Tony Bennett, Frank Sinatra e tanti altri artisti; musica di Arthur Johnston
- Polka Dots and Moonbeams (1940), interpretata da Frank Sinatra e altri; musica di Jimmy Van Heusen
- Imagination (1940), interpretata da Glenn Miller, Tommy Dorsey, Billy Eckstine, Bing Crosby e altri; musica di Jimmy Van Heusen
- Moonlight Becomes You (1942), musica di Jimmy Van Heusen, scritta per il film Avventura al Marocco
- Sunday, Monday, or Always (1943)
- Swinging on a Star (1944), per il film La mia via (Premio Oscar alla migliore canzone)
- It Could Happen to You (1944)
- Like Someone in Love (1944), per il film La bella dello Yukon, cantata da Dinah Shore
- Misty (1950), cantata da Johnny Mathis

## Partecipazioni a colonne sonore
Lista parziale
- La traccia bianca (1930)
- Pennies from Heaven (1936)
- Double or Nothing (1937)
- Un angolo di cielo (1939)
- La danzatrice di Singapore (1940)
- Se fosse a modo mio (1940)
- Avventura a Zanzibar (1941)
- Playmates (1941)
- Avventura al Marocco (1942)
- Un fidanzato per due (1944)
- La mia via (1944)
- I cercatori d'oro (1945)
- Benvenuto straniero! (1947)
- La gioia della vita (1950)